# Тайюаньский арсенал
Тайюаньский арсенал (кит. 太原 兵工廠) был основан военачальником провинции Шаньси Янь Сишанем, который в 1912 году стал генерал-губернатором провинции Шаньси. С самого начала он был очень заинтересован в создании военного арсенала по производству оружия для оснащения своей армии. Строительство завода было начато в 1912 году, и первоначально оно называлось "Машиностроительное бюро Шаньси". По мере расширения оно стало называться "Фабрика по производству военной техники в Шаньси".

## В эпоху военачальников
В 1923 году арсенал начал выпускать пехотную пушку Type 12 с максимальной дальнобойностью стрельбы 5 км. В 1925 году они начали выпускать пехотную гаубицу Type 14. Оба были разработаны для ведения боевых действий в горном рельефе. Они также смогли наладить производство копий немецкого 105-мм тяжелого горного орудия и 88-мм полевого орудия. Когда началась война с Японией, они произвели 24 тяжелых и 24 полевых орудий, чтобы восполнить тяжелые потери японских войск в боях.
В 1926 году арсенал в Тайюане производил 1500 винтовок, 500 боевых пистолетов типа «Маузер», 300 минометов, минометных снарядов, ручных гранат и 3.000.000 патронов к ним в месяц с привлечением иностранных специалистов при содействии китайцев, обученных в США, которые контролировали и обучали 8000 китайских рабочих.
К 1930 году здесь насчитывалось 3800 единиц оборудования и 15.000 рабочих и техников. Завод был вполне способен производить не только пистолеты, винтовки и автоматы, но и крупнокалиберные пулеметы, минометы, пушки, гранаты и другое оружие. Тайюаньский арсенал был крупным производителем как легких пулеметов ZB vz. 26, так и пистолетов-пулеметов Томпсона.

## Во время японо-китайской войны
После захвата Тайюаня японцами в ноябре 1937 года, после битвы за Тайюань, арсенал продолжал работать, производя легкие пулеметы ZB vz. 26, но под патронник японского калибра 6,5 мм вместо китайского калибра 7,92 мм.
Тем временем производство боеприпасов было перенесено в Японию, что привело к резкому сокращению производства. Первоначально сырьевая база полностью зависело от полуфабрикатов и материалов, которые вывозились с заводов Тайюаня. Позже, после разрушения вражеских железных дорог, были получены рельсы для производства сырья. Легкие пулеметы производились в Шэньси на заводе в Чэнгу, винтовки — на заводе в Сяннине, пистолеты-пулеметы — на другом заводе, и в каждом месте производились ручные гранаты, чтобы восполнить нехватку производства оружия. Производство боеприпасов на фабрике Ян было нестабильным из-за нехватки материалов.
В период поздней японо-китайской войны ежемесячный выпуск винтовок на этих фабриках составлял 800 штук, легких пулеметов — 300 штук, пистолетов — всего несколько десятков, ручных гранат — около 10.000 штук. Это оружие и боеприпасы использовались на китайском фронте.

## Во время гражданской войны в Китае
После августа 1945 года арсенал был разграблен японцами. Янь Сишань прилагал все усилия, чтобы ее производственные мощности восстановились, забирая оборудование с заводов японцев и сторонников марионеток, поскольку эти машины специального назначения, в которых нуждалась военная промышленность, и восстанавливал свою сталелитейную промышленность.
К концу 1948 года, во время гражданской войны, ежемесячный выпуск арсенала составлял 3000 винтовок Mauser Type 24, 300 7,92-мм легких пулеметов ZB 26, 60 7,92-мм пулеметов Maxim Type 24 с водяным охлаждением (MG08/30), 8 75 мм полевых орудий, а также 60.000 гранат, 15.000 минометов, 7000 артиллерийских снарядов, сабли, штыки и боеприпасы к стрелковому оружию. Но ближе к концу производство патронов калибра 7,92 мм к стрелковому оружию сократилось. Более 150.000 солдат НОАК окружили город, и пришлось сбрасывать с воздуха слитки латуни для изготовления гильз от боеприпасов. В начале 1949 года два транспортных самолета Curtiss C-45 компании Civil Air Transport пилотируемых американскими пилотами, приземлились на импровизированной взлетно-посадочной полосе, доставив динамит и капсюли-детонаторы для уничтожения сталелитейных заводов и арсенала. Однако, когда весной город пал, арсенал в целости и сохранности попал в руки коммунистов, обеспечив прочную базу для их военной промышленности.